# Alconbury Weston
Alconbury Weston är en ort och civil parish i Storbritannien. Den ligger i distriktet Huntingdonshire i grevskapet Cambridgeshire i riksdelen England, i den sydöstra delen av landet, 100 km norr om huvudstaden London. Folkmängden uppgick till 800 invånare 2011, på en yta av 0,35 km².
Kustklimat råder i trakten. Årsmedeltemperaturen i trakten är 9 °C. Den varmaste månaden är augusti, då medeltemperaturen är 18 °C, och den kallaste är januari, med 0 °C.